# 줄리앤 부쉐어

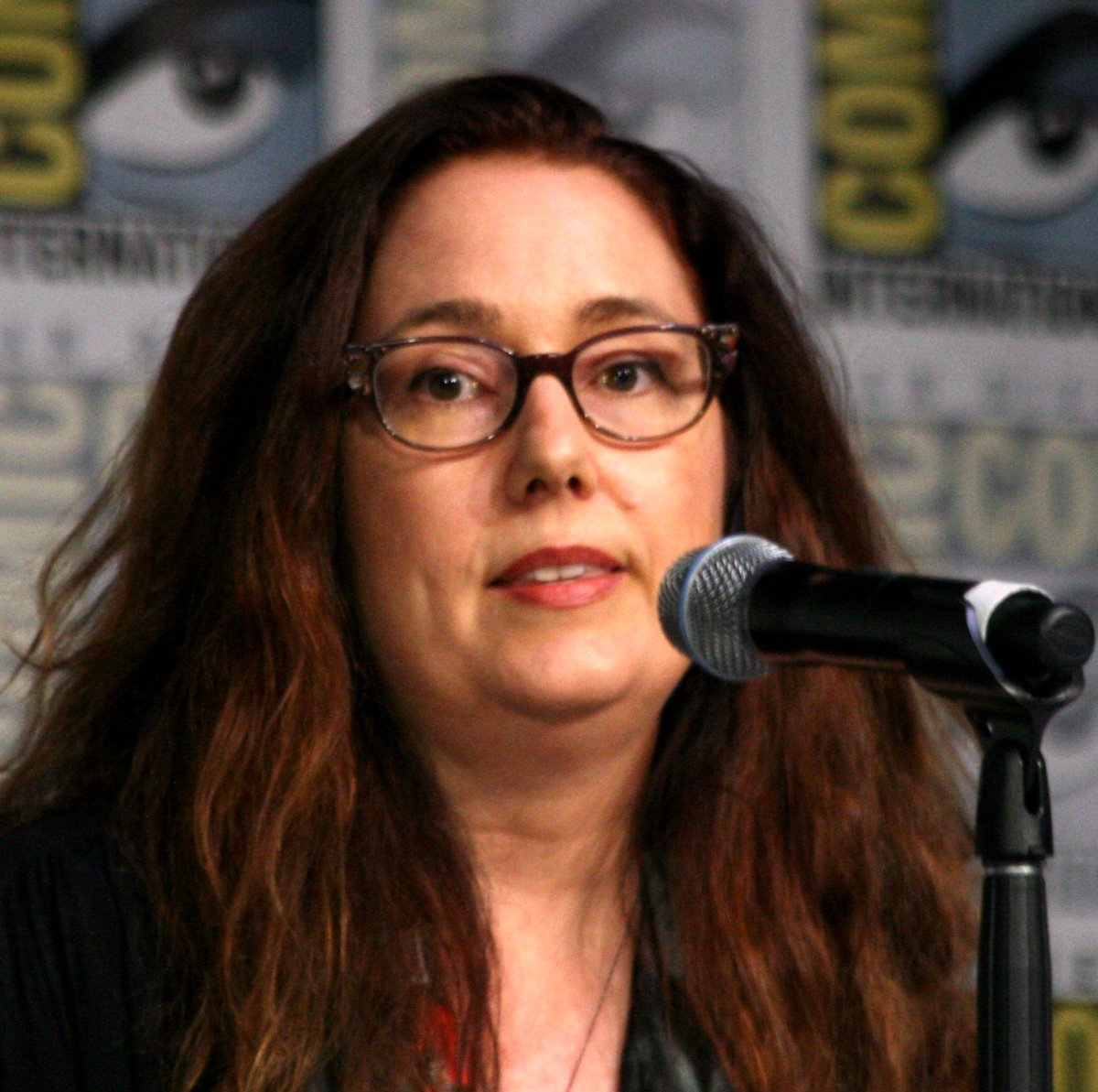

줄리앤 부셔(Julianne Buescher, 영어 발음: /ˈbʊʃər/ 는 미국의 배우, 가수, 영화 감독, 각본가, 영화 제작자이다.
클리블랜드에서 태어났다.

## 영화
- 스쿠비-두! 뮤직 오브 더 뱀파이어 (2011년)
- 사랑이 어떻게 변하니? (2008)
- 신나는 동물농장 (2006년)
- 머펫의 오즈의 마법사 (2005년)
- 치킨 리틀 (2005년)
- 금색의 갓슈벨!! (2003년) - 영어 더빙 역
- 뮬란 (1998년)
- 다이너소어 (1991년)